# Список міждержавних договорів Гетьманщини
Список включає всі міждержавні договори підписані очільниками Гетьманщини впродовж її існування.
| Дата              | Назва                   | Сторони і підписанти | Основні умови |
| ----------------- | ----------------------- | --- | --- |
| 16 березня 1648   | Бахчисарайський договір | Гетьманщина · Богдан Хмельницький · Кримське ханство · Іслям III Ґерай | - Встановлення дружніх відносин Війська Запорізького і Кримського ханства; - Надання взаємної військової допомоги; - Заборона татарам спустошувати українські землі й брати ясир; - Оплата українською стороною послуг татарського війська грошима, продовольством, фуражем, а також частиною військової здобичі. |
| 20 листопада 1648 | Замостське перемир'я    | Гетьманщина · Богдан Хмельницький · Річ Посполита · Ян II Казимир | - Амністія повстанцям; - Ліквідація Берестейської унії; - Відновлення давніх прав і вольностей козацтва; - Заборона постою коронних військ на землях Гетьманщини; - Підпорядкування гетьмана Війська Запорозького лише безпосередньо королеві. |
| 18 серпня 1649    | Зборівський договір     | Гетьманщина · Богдан Хмельницький · Річ Посполита · Ян II Казимир | - Король визнавав самоврядність Війська Запорозького, Гетьманщини; - Військо Запорозьке погодилося на автономію у складі Брацлавського, Київського і Чернігівського воєводств; - На землях Війська Запорозького влада належала гетьману, резиденція якого розміщувалась у Чигирині; - Уряди всіх рівнів на території Гетьманщини мали право займати лише православні шляхтичі; - У контрольованій козаками Україні не мали права перебувати війська Речі Посполитої та євреї; - Тільки козаки та православна шляхта мали права займати державні посади; - Єзуїти не мали права утримувати освітні заклади; - Чисельність козаків Війська Запорозького обмежувалась реєстром у 40 000 осіб; - Усі ті, хто не потрапив до козацького реєстру, мали повернутися до панів; - Проголошувалась амністія всім учасникам Хмельниччини, православним і католицьким шляхтичам, які примкнули до козаків і воювали проти урядових сил; - Православна Київська митрополія відновлювалася у своїх правах, а київський митрополит та двоє єпископів мали увійти до складу сенату Речі Посполитої; - Питання про унію передавалось на розгляд сейму. |
| 18 вересня 1651   | Білоцерківський договір | Гетьманщина · Богдан Хмельницький · Річ Посполита · Ян II Казимир | - Шляхті Речі Посполитої поверталися маєтки у Брацлавському і Чернігівському воєводствах; - Територія, підвладна Богдану Хмельницькому, обмежувалася лише Київським воєводством; - Реєстрове козацьке військо скорочувалося з 40 до 20 тисяч чоловік; - Гетьманщина була позбавлена права вступати у відносини з іноземними державами і повинна була розірвати союз з Кримським ханством; - Гетьман зобов'язувався розірвати союз із Кримом і відіслати з Гетьманщини татарські загони; - Гетьман позбавлявся права дипломатичних відносин з іноземними державами. |
| 18 березня 1654   | Березневі статті        | Гетьманщина · Богдан Хмельницький · Московське царство · Олексій Михайлович | - Україна зберігала свої військово-адміністративні органи управління на чолі з виборним гетьманом; - Московський уряд зобов'язувався почати війну з Річчю Посполитою навесні 1654 року; - На Гетьманщині без обмежень мало далі діяти місцеве право, обумовлювалося невтручання царських воєвод та інших урядовців у внутрішні справи України; - Україна зберігала свої збройні сили — 60-тисячне козацьке військо; - Гетьманський уряд мав право на ведення стосунків з іноземними державами з дозволу московського уряду і не мав права на зносини з Річчю Посполитою та Османською імперією; - Гетьман обирався на козацькій раді довічно, а царя повідомляли про результат виборів. Влада Гетьмана поширювалась на всю територію України; - Всі податки і доходи збирались українськими фінансовими органами; - Представники Москви мали приймати від них належну їй данину; - У випадку татарських нападів на Україну передбачалося організовувати спільні походи як з боку України, так і Московської держави; - На кордоні між Україною і Річчю Посполитою розміщалися московські війська, що повинні були утримуватися за кошт України. |
| 26 листопада 1656 | Раднотський договір     | Гетьманщина · Богдан Хмельницький · Шведська імперія · Карл X Густав · Велике князівство Литовське · Богуслав Радзивілл · Бранденбурзьке маркграфство · Фрідріх-Вільгельм · Трансильванське князівство · Дєрдь II Ракоці | - Укладався військовий союз для боротьби з Річчю Посполитою, її розподілу, та майбутньої війни з Московським царством; - Карл X Густав мав отримати Королівську Пруссію, Куяви, північну Мазовію, Жемайтію, Курляндію та Інфлянти; - Богуслав Радзивілл мав отримати Новогродщину; - Фрідріх-Вільгельм мав отримати Великопольщу; - Богдан Хмельницький мав отримати південно-східні частини Коронних земель Польщі (південно-східну Волинь, Східне Поділля, Київщину, Чернігівщину, територію між Батогом і Новгородом-Сіверським); - Юрій II Ракоці мав отримати південні польські території, переважно Малопольщу (включно з Краковом). |
| 25 жовтня 1657    | Корсунський договір     | Гетьманщина · Іван Ковалевський · Іван Богун · Юрій Немирич · від Івана Виговського · Шведська імперія · Густав Лільєкрона · від Карла X Густава                                                                         | - Договір передбачав створення українсько-шведського політичного союзу, який би гарантував державну незалежність і територіальну цілісність української держави; - За умовами договору шведський король Карл Х Густав зобов'язувався домагатися визнання Річчю Посполитою незалежності України; - Західноукраїнські землі (Руське, Белзьке, Подільське, Волинське воєводства) й Берестейське і Новогрудське воєводства, які перебували під владою Речі Посполитої, мали увійти до складу Гетьманщини. |
| 16 вересня 1658   | Гадяцький договір       | Гетьманщина · Іван Виговський · Річ Посполита · Ян II Казимир | - Право 5-ти православних митрополитів брати участь у засіданнях Сенату. Пункт про скасування Берестейської унії з угоди було вилучено. - Обмеження на будівництво греко-католицьких церков; - Угода не дозволяла гетьману приймати іноземні посольства; - Сеймова редакція договору передбачала повернення приватним власникам володінь, втрачених в часи Хмельниччини; - Козацький реєстр мав складатися з 30 тисяч осіб; - Козаки звільнялися від сплати податків; - Право вибору гетьмана надавалось королю з чотирьох кандидатів, які представляли чини Київського, Брацлавського і Чернігівського воєводств; - Іван Виговський отримував у пожалування Любомль та посаду воєводи київського. |
| 27 жовтня 1658    | Жердівські статті       | Гетьманщина · Юрій Хмельницький · Московське царство · не було підписано | - Спадковість привілеїв і вільностей, наданих московитським урядом Богдану Хмельницькому у 1654; - Заборона розміщувати московських воєвод в інших українських містах крім Києва; - Заборона гетьману звертатися з листами від імені Війська Запорозького без відома всієї старшини, власноручного гетьманського підпису і печатки. (Метою цього положення був захист гетьманської влади від звинувачень у «зраді» з боку бунтівників і авантюристів); - Гетьману мають підкорятися усі полки з обох боків Дніпра; - Право Війська Запорозького обирати гетьманом того, хто йому подобається, без будь-якого стороннього втручання і тиску. Новообраний гетьман сам направляє послів до царя по затвердження; - Проголошення верховенства влади полковників в усіх українських містах; - Право гетьмана без будь-яких обмежень приймати іноземних послів; - Усе населення Війська Запорозького відтепер і назавжди перебуває у підпорядкуванні гетьмана й підлягає його суду; - Будь-які угоди із сусідніми Війську Запорозькому державами, і особливо Річчю Посполитою, Швецією і Кримським ханством, повинні укладатися в присутності комісара від Війська, який повинен мати право голосу й участі в переговорах; - Підтверджувалися усі «права и вольности и наданя», отримані усіма верствами, духовними та світськими з часів руських князів і королів Речі Посполитої; - Запровадження загальної амністії без будь-яких обмежень; - Підлеглість київського митрополита з усіма його церквами, монастирями та духовенством Константинопольському патріарху; - Київський митрополит мав обиратися духовенством і козацькою старшиною; - Вільне існування шкіл з будь-якою мовою навчання і заснування монастирів на обох берегах Дніпра. |
| 17 жовтня 1659    | Переяславські статті    | Гетьманщина · Юрій Хмельницький · Московське царство · Олексій Трубецький · від Олексія Михайловича | - Заборону козакам самостійно переобирати гетьмана без дозволу царя; - Обов'язкове затвердження кандидатури гетьмана московським урядом; - Заборону гетьману здійснювати дипломатичні відносини з іноземними державами; - Заборону козакам самостійно вступати у війну або надавати третій стороні військову допомогу; - Обов'язок гетьмана посилати військо на перший виклик царя; - Заборону гетьману призначати й усувати полковників без згоди царя; - Правове врегулювання категорій осіб, котрі могли займати полковницький уряд; - Розквартирування московських гарнізонів і воєвод в Переяславі, Ніжині, Брацлаві та Умані за кошти українського населення; - Підпорядкування Київської митрополії Московському патріарху; заборона приймати посвяту від Константинопольського патріарха. - Видачу Москві усієї родини Виговського, котрого царський уряд вважав зрадником. |
| листопад 1659     | Статті Одинця           | Гетьманщина · Андрій Одинець · від Юрія Хмельницького · Московське царство · не було підписано | - Скасування неприйнятних умов Переяславських статей |
| 17 жовтня 1660    | Слободищенський трактат | Гетьманщина · Юрій Хмельницький · Річ Посполита · Станіслав Потоцький · Єжи-Себастьян Любомирський · від Яна II Казимира                                                                                                 | - Гетьмани Потоцький та Любомирський мають підтвердити своєю присягою Гадяцьку угоду за винятком пунктів, які стосуються князівства Руського; - Юрій Хмельницький з Військом Запорозьким відступає від московського царя і не повинен шукати іншого покровителя, ніж короля Речі Посполитої - Гетьман з Військом Запорозьким повертається в Україну, щоб повернути фортеці, які знаходяться під контролем московитів; - Переяславському полковнику Тимофію Цюцюрі прощаються його провини. Він зобов'язується повернути зброю проти московитів і довести свою вірність королю; - Ніжинському та Чернігівському полкам наказано відступитися від росіян, інакше Хмельницький мусить виступити проти них; - У випадку бунту на Запорожжі чи в інших місцевостях гетьман має його придушити; - Володіння кримського хана не повинні зазнавати нападу з боку козаків доки триває дружба між ханом та королем Речі Посполитої; - Присягнути королю має не лише гетьман, але й простолюд перед присланими комісарами. |
| 17 листопада 1663 | Батуринські статті      | Лівобережна Гетьманщина · Іван Брюховецький · Московське царство · Дементій Башмаков · Євстрат Фролов · від Олексія Михайловича                                                                                          | - Утримувати коштом місцевого населення московське військо в Україні; - Повертати в Московію втікачів; - Упорядкувати козацький реєстр, визначений попередніми договорами; - Заборонити українським купцям продавати збіжжя на Правобережжі; - Не вивозити горілку й тютюн в московські міста, адже це порушувало царську державну монополію тощо. |
| 21 жовтня 1665    | Московські статті       | Лівобережна Гетьманщина · Іван Брюховецький · Московське царство · Олексій Михайлович | - Українські міста і землі переходили під безпосередню владу московського царя; - Гетьманському уряду заборонялось вступати в дипломатичні зносини з іноземними державами. - Обмежувалось право вільного обрання гетьмана, вибори якого мали проходити лише з дозволу царя і в присутності московських послів, новообраний гетьман мав приїздити до Москви на затвердження; - Кількість московських військ в Україні збільшувалась до 12 тис., причому український уряд зобов'язувався постачати їм власним коштом харчі; - Військові гарнізони розміщувалися тепер крім головних полкових міст і в Полтаві, Кременчуці, Новгороді-Сіверському, Каневі і на Запорожжі (у фортеці Кодак); - Збирання податків з українського населення (за винятком козаків) покладалося на московських воєвод і всі збори мали йти у царську казну; - Українська Церква переходила у підпорядкування Московському Патріарху. Фактично лише козацький стан зберігав свої автономні права; - Брюховецький отримав титул боярина і земельні володіння неподалік кордону з Московією. - Московські статті забороняли використання в Гетьманщині знецінених мідних грошей, які випускалися урядом Олексія Михайловича за примусовим курсом срібних, а також повідомляли про повернення королівських грамот на магдебурзьке право українським містам (забрані раніше за наказом царя), зокрема Києву, Переяславу, Ніжину, Каневу, Чернігову, Почепу, Гадячу, Стародубу, Остру та іншим містам. |
| 19 жовтня 1667    | Підгаєцька угода        | Правобережна Гетьманщина · Петро Дорошенко · Річ Посполита · Ян III Собеський · від Яна II Казимира | - Петро Дорошенко й Військо Запорозьке обіцяли підданство королеві й відмовлялися на майбутнє від усяких інших протекцій; - Магнати й шляхта могли вільно вертатися до своїх маєтків; - Коронне військо не повинно було входити до козацької України; - Річ Посполита була вимушена визнати кордон козацької держави по річці Горинь; - Залога в Білій Церкві мала бути зменшена. |
| 12 березня 1669   | Корсунська угода        | Правобережна Гетьманщина · Петро Дорошенко · Османська імперія | - Територія Української держави мала охоплювати землі від Перемишля до Путивля; - Підтверджувалося право вільного вибору гетьмана, який обирався довічно; - Православна Київська митрополія зберігала автономію у складі константинопольського Патріархату; - Українське населення звільнялося від сплати податків і данини на користь османської казни; - На українських землях османи і татари не мали права споруджувати мечеті та брати ясир; - Османська імперія і Кримське ханство не повинні були укладати мирних договорів з Річчю Посполитою і Московією без згоди гетьмана; - Султанські грамоти, які стосувалися України, мали писатися турецькою та українською мовами. |
| 16 березня 1669   | Глухівські статті       | Лівобережна Гетьманщина · Дем'ян Многогрішний · Московське царство | - Московські воєводи залишились лише в п'ятьох містах — Києві, Переяславі, Чернігові, Ніжині і Острі, де вони не мали права втручатись у справи місцевої адміністрації; - Козацький реєстр встановлювався в розмірі 30 тис. осіб; - Гетьман мав право утримувати 1 тис. осіб найманого війська; - Податки збирались винятково козацькою старшиною; - Одночасно гетьману заборонялось вступати у відносини з іноземними державами; - Значно обмежувався перехід селян у козацтво. |
| 12 вересня 1670   | Острозька угода         | Правобережна Гетьманщина · Михайло Ханенко · Річ Посполита · Станіслав Беневський · Стефан Пісочинський · від Міхала Корибута Вишневецького                                                                              | - Проголошувалася «безпека, вольності й поваги на вічні часи» до православного духовенства; - Непорушність стародавніх військових вольностей стосовно будь-яких козацьких маєтків; - Збереження козацьких вольностей за вдовами померлих козаків; - Повна амністія тим козакам, які повертаються на службу до короля Речі Посполитої; - Вільне обрання козаками гетьмана із наступним його затвердженням королем. Заборона довічного гетьманства; - Відмова козацтва від будь-яких протекцій монархів інших держав; - Військо Запорозьке за розпорядженням коронного гетьмана повинно негайно вирушати на відсіч ворога; - Заборона козакам приймати і відправляти будь-які посольства без дозволу короля; - Шляхта і духовенство мали право вільно і безперешкодно повернутися до своїх володінь; - Військо Запорозьке зобов'язувалося власними силами придушувати виступи проти підданства Речі Посполитої, карати і страчувати винних. |
| 17 червня 1672    | Конотопські статті      | Лівобережна Гетьманщина · Лазар Баранович · від Івана Самойловича · Московське царство · Григорій Ромодановський · від Федора Олексійовича                                                                               | - Новообраному гетьману заборонялось без царського указу й старшинської ради висилати посольства до іноземних держав і, особливо, підтримувати відносини з правобережним гетьманом Петром Дорошенком. - Козацькі посли не мали права брати участь у переговорах з представниками уряду Речі Посполитої у Москві в справах, які стосувалися Війська Запорізького. - Лівобережним полкам заборонялося надавати військову допомогу Петру Дорошенку в його боротьбі проти Речі Посполитої. - Гетьман не мав права позбавити старшину урядів і посад або покарати без згоди старшинської ради чи вироку військового суду. - Скасувавши компанійські полки як реальну військову силу, на яку міг опертися гетьман, статті обмежили його виконавчу владу на користь старшин, а також створили передумови для посилення впливів московського уряду на території Гетьманщини. |
| 17 березня 1674   | Переяславські статті    | Лівобережна Гетьманщина · Московське царство | - Заборона гетьману без дозволу царя надавати допомогу будь-якій стороні у разі нападу на Польщу - Заборона гетьману карати будь-кого без суду і згоди старшини - Заборона посилати гетьманських представників на переговори царських послів з польськими або кримськими послами - Козацький реєстр становив 20 тис. осіб, але жалування йому встановлювалося подвійне - У разі нападу ворогів на Гетьманщину козацьке військо збиралося на річці Росава, між Каневом і Корсунем, туди прибувало і царське військо |
| 25 липня 1687     | Коломацькі статті       | Лівобережна Гетьманщина · Іван Мазепа · Московське царство · Іван V · Петро I · Софія Олексіївна | - Статті декларативно підтверджували козацькі права і привілеї, зберігали 30-тисячне реєстрове козацьке військо та компанійські полки; - Гетьман не мав права без царського указу позбавляти старшину керівних посад, а старшина — скидати гетьмана; - Козацька старшина зобов'язувалась наглядати і доносити на гетьмана царському уряду; - Значно обмежувалося право гетьмана розпоряджатися військовими землями; - Гетьманському уряду заборонялось підтримувати дипломатичні відносини з іноземними державами; - Гетьман зобов'язувався направляти козацьке військо на війну з Кримським ханством і Османською імперією; - У гетьманській столиці — Батурині — розміщувався полк московських стрільців. - Перед гетьманом і старшиною ставилось питання про необхідність тісного державного об'єднання Гетьманщини з Московською державою і ліквідації національної окремішності українського народу за допомогою шлюбів малоросійського народу з великоросійським народом та інших можливих дій. |
| 20 вересня 1689   | Московські статті       | Лівобережна Гетьманщина · Іван Мазепа · Московське царство · Іван V · Петро I | - Московські статті поновили оренди, введені І. Самойловичем та скасовані 22-ю Коломацькою статтею. Оренди забезпечували економічну незалежність гетьманського скарбу, а відповідно — справжню автономію Гетьманщини. Незважаючи на початкову відмову московитів включити цей пункт у статті, Мазепа добився дозволу провести на Різдво раду для обговорення питання щодо оренди. Отже, вирішення цієї справи переходило в руки гетьмана. - Стаття 3 визначала місця базування охотницьких полків. При цьому утримувати таке військо мусили як світські, так і духовні особи. Стаття 11 передбачала збільшення чисельності охотницького війська. - Пункт про проведення огляду й перепису всіх козаків підсилював положення 3-ї Коломацької статті, у якій ішлося про 30-тисячний козацький реєстр. Проблема перепису козаків була надзвичайно актуальною ще з часів Богдана Хмельницького, коли поява великої кількості “покозачених” призвела до соціальної нестабільності та сприяла початкові Руїни. - Московські статті також дозволяли Мазепі навести лад у винокурінні. - 10-та стаття забороняла робити в Україні будь-які надання поза волею гетьмана. Так, влада гетьмана стала верховною не тільки над старшиною, а й над московськими воєводами. - Вдаючись до непопулярних заходів зі зміцнення державної влади, Мазепа захищав права козаків від посягань духівництва (ст. 7), а права всього населення Гетьманщини — від свавілля московських гінців та посланців (ст. 6). - Низка статей передбачала збільшення присутності московських військ для захисту України від татарських набігів, що в ті часи було дуже актуальним. |
| 7 квітня 1709     | Шведська угода          | Гетьманщина · Іван Мазепа · Шведська імперія · Карл XII | - Україна, і землі до неї прилучені, мають бути вільними й незалежними; - Король шведський зобов'язується оберігати їх від усіх ворогів; - Зокрема, король має вислати туди негайно помічні війська, коли того буде вимагати потреба та коли цього будуть домагатися гетьман та його Стани (Etats); - Усе завойоване на території Московії, але колись належне «руському» (українському) народові, має бути повернене до Князівства українського; - Мазепа мав бути князем українським або гетьманом довічним; - Після його смерті Генеральна Рада («Стани») мала обрати нового гетьмана; - Король шведський не має права привласнювати собі ні титулу, ні герба Князівства Українського; - Для забезпечення цієї угоди і в інтересах безпеки (шведського війська) на території України на весь час війни передаються шведам міста Стародуб, Мглин, Батурин, Гадяч і Полтава. |
| 17 липня 1709     | Решетилівські статті    | Гетьманщина · Іван Скоропадський · Московське царство · Петро I | - Козацькому війську було відмовлено у поверненні артилерії; - Установлювався контроль з боку Московії за збором податків в Україні і їх своєчасним надходженням до царської казни; - Значно збільшувалась кількість московських залог на території Лівобережної України; - При гетьманові вводилася посада міністра-резидента, який мав спостерігати за діяльністю гетьмана та його уряду і своєчасно надавати інформацію Петру I; - Прийняття гетьманом іноземних послів (особливо з Криму, Османської імперії, Речі Посполитої та Швеції) мало проходити виключно у присутності царського представника. |
| 23 січня 1711     | Кайрський договір       | Гетьманщина · Пилип Орлик · Кримське ханство | - Угода кримського хана з козацтвом як з військовою організацією про оборонно-наступальний військовий союз Гетьманщини з Кримським ханством; - Зазначалися наміри сторін здійснювати координовану зовнішню політику — зокрема узгоджувати зміст переговорів та угод з Московським царством; - Кримський ханат не брав на себе жодних політичних зобов'язань; - Питання державної приналежності території Гетьманщини в угоді не фігурувало; - Проголошувалися право мешканців Гетьманщини на самовизначення та невтручання в їх внутрішні справи з боку Криму, а також недоторканність майна козаків, культових споруд та церковного майна; - Підтверджувалися пільги козацтва на промисли в межах володінь Кримського ханату. |
| 22 серпня 1728    | Рішительні пункти       | Гетьманщина · Данило Апостол · Російська імперія · Петро II Олексійович | - У Війську Запорізькому формально відновлювалася діяльність Генеральної військової ради, якій поверталися повноваження «вільними голосами обирати» гетьмана, але тільки за дозволом і згодою російського монарха; усувати гетьмана з посади стало виключно компетенцією імператора; - На посади генеральної старшини й полковників добиралися по 2—3 кандидати, які подавалися на розгляд імператорові; - Нововведенням були гарантії гетьмана, що на найвищі посади в Козацькій державі можуть обиратися також іноземці, тобто росіяни; - Полк, старшина і сотники обиралися козаками та затверджувалися гетьманом; - Підтверджувалися права старшини на рангові маєтності козаків і селян — на володіння землею; - Полковники прирівнювалися до російських генерал-майорів, їм передбачалося надавати за службу землі й маєтки, однак імператорські грамоти на власність віднині мали видаватися лише за особистим проханням гетьмана і переважно тільки на час служби; - Гетьманський уряд позбавлявся права на дипломатичні відносини з іншими країнами, йому лише дозволялося вирішувати в присутності імператорського уповноваженого дрібні прикордонні справи з Річчю Посполитою, Кримським ханством; - Підвищувалася роль генеральної старшини у судових справах; - Відновлювався старий принцип «де три козаки, там два третього повинні судити»; - Вперше в офіційному акті вжито поняття «малоросійські права» (преамбула); - Рядових козаків повинні були судити курінні та інші отамани, селян — сільські отамани, міщан — війти «за своїми артикулами і від своїх людей»; - Наступною інстанцією визначались суди сотенні та міські (гродські), далі — полкові; - Генеральний суд, який тепер складався з трьох українців і трьох росіян, не був найвищим арбітром, бо його рішення можна було оскаржити гетьману «яко президенту того суду». - Якщо гетьман сумнівався щодо присуду, він збирав старшин, раду, котра мала повноваження не тільки скасовувати рішення Генерального суду, а й накладати на суддів штраф на користь незаслужено покараного. - Невдоволені ухвалою гетьмана чи старшин, ради отримували право скаржитися («бити чолом») імператорові або колегії закордонних справ, до якої 1727 року перейшло управління Гетьманською Україною; - Згідно з «Рішительними пунктами» 1728 року було введено ще одну посаду генерального підскарбія, яку займав представник імператора. Це давало Санкт-Петербургу можливість контролювати фінанси України-Гетьманщини. |
| літо 1734         | Лубенський договір      | Військо Запорозьке Низове · Російська імперія | - Запорізькій Державі поверталася всі відторгнуті території станом на 1709 рік — від витоків річки Самари до витоків Буга зі сходу на захід; від річки Тясмин та річки Оріль до володінь ногайців — з півночі на південь. - Підтверджувалося виняткове право користуватися промислами, рибальством на Дніпрі та право полювання у степу на вільних територіях («від російських кордонів без заперечень»). - Гарантувався самоврядний суверенітет Запоріжжя («иметь чиновников по существующему на это время у них обычаю»). - Запорізьке громадянство визнавало себе підданими московського монарха та зобов'язувалося підтримувати формальні зв'язки через київського генерал-губернатору на території Гетьманщини. - Обов'язками Війська Запорізького за цим договором була загальна військова охорона інтересів Російської імперії у прикордонні з Кримським Ханатом у Північному Причорномор'ї та Приазов'ї. Військо Запорозьке Низове мало отримувати 20 тисяч карбованців щорічно відшкодування. - Васальна держава Запорізька Січ отримувала назву «Вільності Війська Запорізького», яка використовувалася до остаточної ліквідації Запорізької Держави урядом московської зверхниці Катерини II 1775. |